# Ledra
Ledra (Grec: Λήδρα), també escrit Ledrae era una antiga ciutat-regne situada al centre de Xipre, on hi ha avui la capital de Nicòsia.
Ledra es va establir l'any 1050 aC. Es va convertir en una ciutat-regne al segle VII aC. De vegades, havia estat subjecte al domini assiri. Ledra va ser un dels deu regnes xipriotes que figuren al prisma (tauleta de moltes cares) del rei assiri Esarhaddon (680–669 aC). L'únic rei conegut de Ledra és Onasàgores, esmentat en aquesta tauleta per pagar tribut a Esarhaddon.
En temps hel·lenístics (330 aC) s'havia reduït fins a convertir-se en un petit poble. Un relat va suggerir que va perdre el seu estatus de ciutat-regne perquè es va consolidar amb altres regnes d'aquest tipus per formar unitats territorials més fortes. L'any 280 aC, Ledra es va convertir en Leukotheon, mentre que els bizantins van començar a referir-s'hi com a Lefkon o "bosc de pollancres". Durant el segle iv, es va convertir en bisbat i va passar a anomenar-se Lefkosia. Finalment es va convertir en la capital de Nicòsia amb aquest nom durant el segle x.
El carrer Ledra de Nicòsia porta el nom de Ledra.